# Litoria louisiadensis
Litoria louisiadensis är en groddjursart som först beskrevs av Tyler 1968.  Litoria louisiadensis ingår i släktet Litoria och familjen lövgrodor. IUCN kategoriserar arten globalt som livskraftig. Inga underarter finns listade i Catalogue of Life.